# Трибелес
Трибелес (лат. Tribeles) — род цветковых растений семейства Эскаллониевые (Escalloniaceae). Единственный вид — Трибелес южный, или Трибелес чилийский (Tribeles australis), распространённый в южной части Аргентины и Чили, в том числе на островах Огненная Земля.
Иногда используется как декоративное растение.

## Название, история систематики

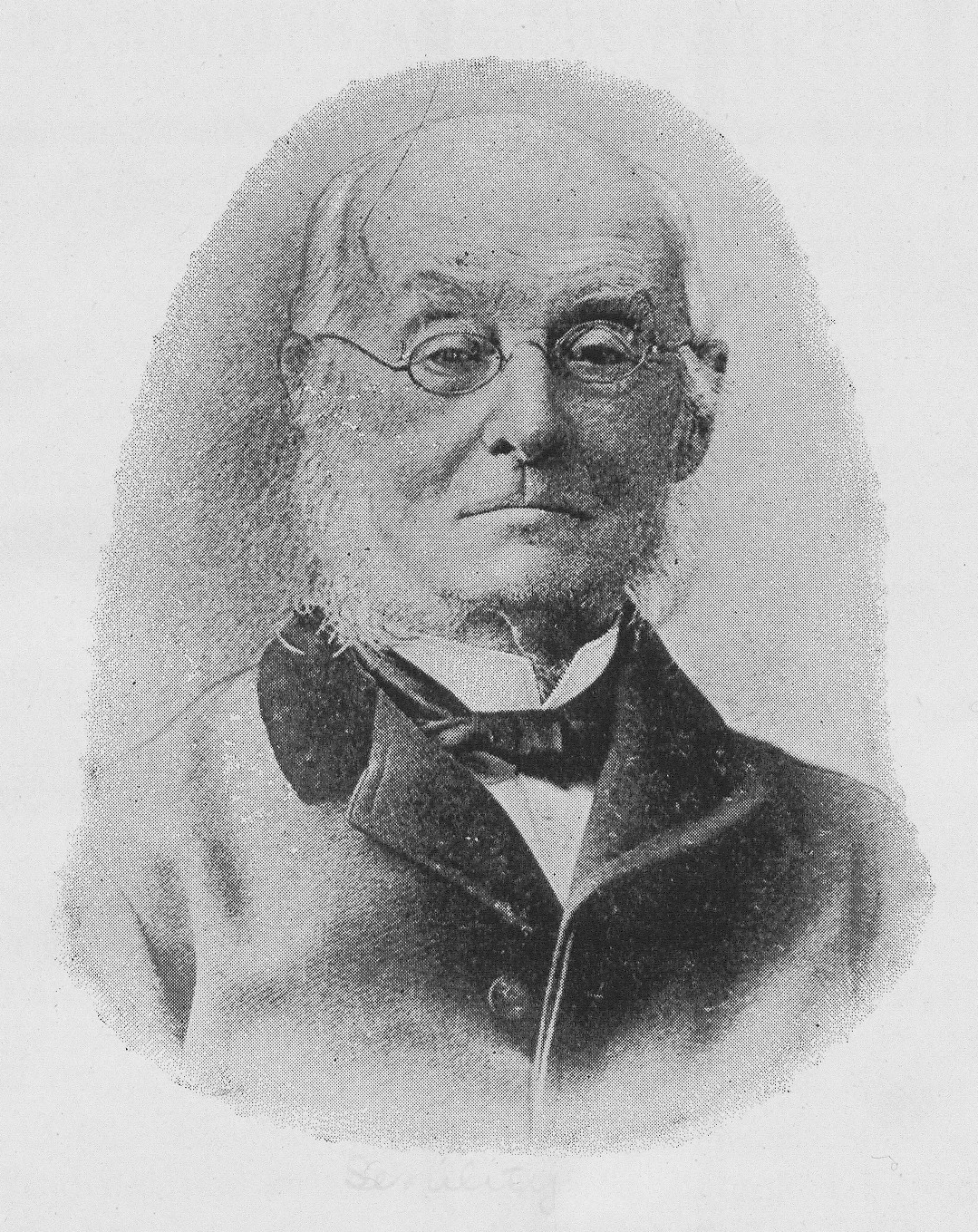
Рудольф Филиппи

Вид и род были описаны в 1864 году Рудольфом Филиппи (1808—1904), немецким учёным, который в 1851 году переехал в Чили и много лет посвятил изучению климата и растительности этой страны.
В синонимику вида входит название Tribeles philippii Macloskie (1905) — Трибелес Филиппи.
В 1964 году английским ботаником Гербертом Эйри Шоу род был выделен в самостоятельное монотипное семейство Tribelaceae Airy Shaw. В системе классификации Тахтаджяна это семейство было включено в порядок Hydrangeales. Позже, в системе классификации APG II (2003), семейство было включено в группу Euasterids II (campanulids), однако занимало в этой группе обособленное место, без включения в какие-либо порядки (такое же положение в этой группе занимало и семейство Эскаллониевые). В системе системе классификации APG III (2009) такое выделение не было признано и род был включён в состав семейства Escalloniaceae (Эскаллониевые), а название Tribelaceae вошло в синонимику этого семейства.

## Биологическое описание
Трибелес южный — стелющийся или пряморастущий кустарник, иногда может расти в форме дерева.
Ветви густо облиственные. Листья очерёдные, цельные, кожистые.
Время цветения — январь, февраль. Цветки мелкие, обоеполые, одиночные, белые, расположены на верхушках боковых ветвей. Чашечка состоит из пяти овальных чашелистиков с тупыми кончиками. Лепестков также пять. Тычинок пять. Завязь состоит из трёх плодолистиков, каждый — с многочисленными семязачатками. Столбик заканчивается 3-лопастным рыльцем.
Плод — коробочка. Семена мелкие, с твёрдой оболочкой.